# 1834 en Grèce
Chronologie de la Grèce
- 1830
- 1831
- 1832
- 1833
- 1834
- 1835
- 1836
- 1837
- 1838

Cette page concerne les évènements survenus en 1834 en Grèce  :

## Événement
- 18 septembre : Athènes devient la capitale de la Grèce.

## Création
- Conseil archéologique central (en)
- Cour de cassation

## Dissolution
- Destruction des ruines de la Muraille de Haseki à Athènes.

## Naissance
- Grigórios Konstantínou Rakitzis (bg), marchand et philanthrope serbe.
- Geórgios Karamítsas (el), médecin et professeur d'université.
- Konstantínos S. Kóndos (el), linguiste, philologue et enseignant.
- Epameinóndas Kriezís (el), militaire et personnalité politique.
- Dionýsios Thereianós (el), journaliste et enseignant.

## Décès
- Nikólaos Kandoúnis (el), peintre.
- Ioánnis Márkou (el), combattant de la guerre d'indépendance.
- Dimítrios Panourgías (el), chef militaire.
- Kyra Vassilikí (el), courtisane et préférée d'Ali Pacha de Janina.